# Инышко
Ины́шко — озеро в Челябинской области, в окрестностях города Миасса. Находится близ памятника природы крупного озера Тургояк. Площадь поверхности — 0,32 км².

## Этимология
Возможно название озера из башкирского языка. На это указывает начало названия, связанное с мужским именем Иныш. Также название может означать «маленькое» в переводе с того же башкирского. Но проблема в том, что в этом случае башкирское «инеш» допускается только в значении маленьких рек и ручейков. По звучанию название схоже с башкирским «йенеш», означающее «рядом», «рядом расположенное», «близ», «около».

## Географическое положение

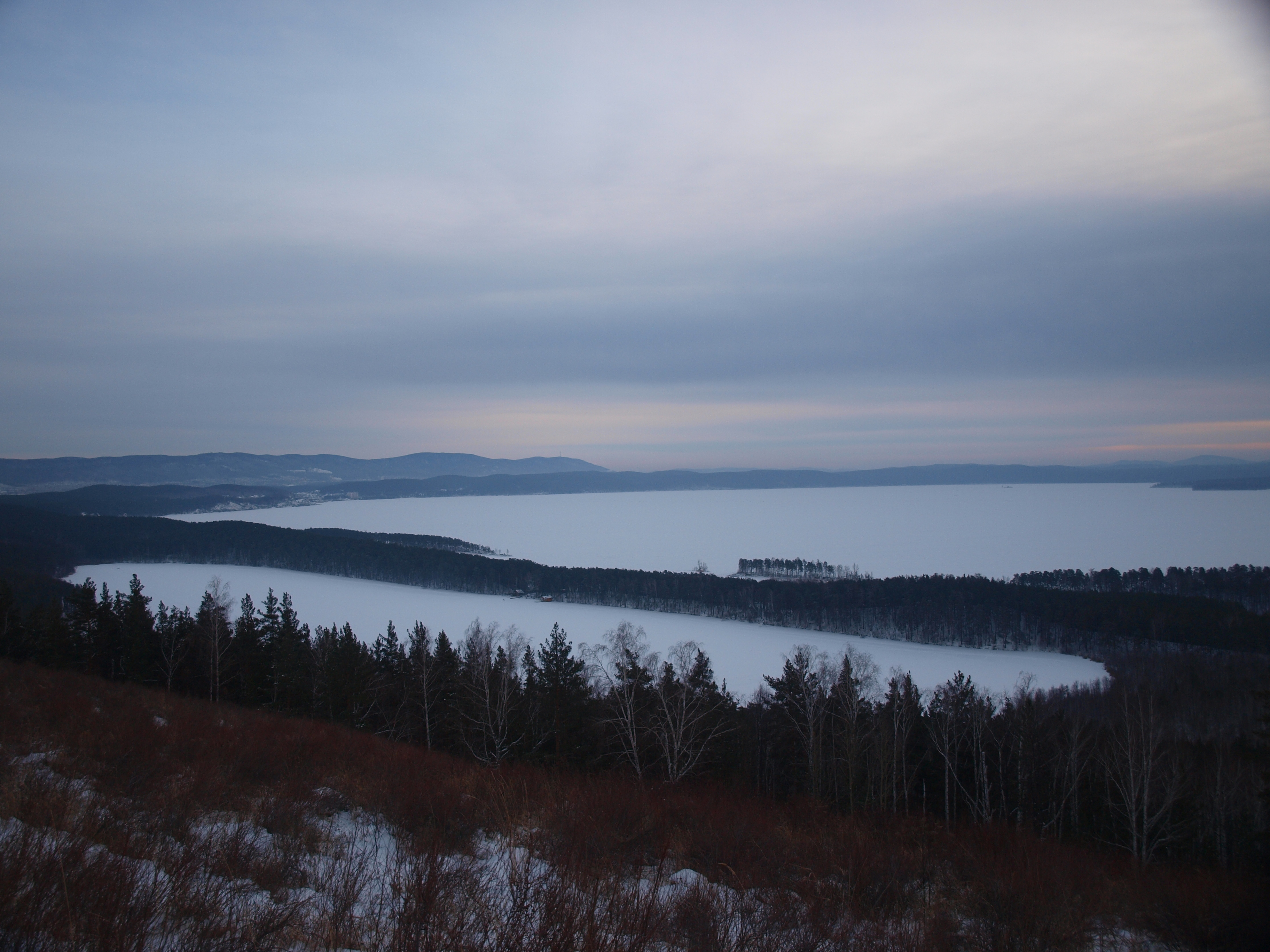
Вид озера Инышко с Лысой горы. На заднем плане — озеро Тургояк и Ильменский хребет.

Географически озеро находится в Миасском городском округе, в северо-западных окрестностях Миасса. Инышко находится в поразительной близости к озеру Тургояк. Ширина перешейка составляет 200—250 метров.

## Вода
Инышко — тихое, мирное озеро. Из-за илистого дна вода имеет бурый оттенок. Дно состоит из нескольких ярусов: нижнее дно состоит из ила и песка, а верхнее — из торфа. Юго-восточный берег озера — единственный заболоченный участок. По уровню воды Инышко выше на 20 метров, чем Тургояк, но какие-либо изменения не меняют соотношение уровня двух озёр. Вода из озера в озеро не перетекает, но создается ощущение, что Тургояк и Инышко сообщаются между собой.

## Легенды
Самая знаменитая легенда, которую рассказывают местные жители об озере Инышко, связана с восстанием Емельяна Пугачева в 1773—1775 годах. Она гласит, что когда Пугачев со своим войском ходил по Уралу, он однажды разбил свой лагерь на берегу этого озера. Местные жители предложили ему 2 бочонка с золотом. Пугачев отказался от богатства, но приказал схоронить добро в надежном месте. Бочонки с золотом полетели в озеро, продавив верхнее дно. Возможно, они все ещё скрываются где-то под торфом, но их поиски не увенчались успехом. Легенда носит статус «народной», но действительно, около Тургояка есть гора Пугачёвская, и даже Пугачёвская пещера.
Вторая легенда связана с многочисленными кувшинками, которые растут на озере. Легенда гласит, что если девушка в полнолуние сорвёт светящуюся кувшинку и проносит её на груди до утра, то ей обеспечены неземная любовь и счастье.

## Рыбалка
Несмотря на то, что озеро маленькое, оно пользуется популярностью у рыбаков. Здесь водится, как и в Тургояке, щуки, ротан, окуни, караси, чебак. Помеченную рыбу даже иногда вылавливали в самом Тургояке.